# هيروياسو كاواكاتسو
هيروياسو كاواكاتسو (باليابانية: 川勝 博康) (19 سبتمبر 1975 في كيوتو في اليابان – )؛ هو لاعب كرة قدم ياباني سابق كان يلعب كمهاج.

## وصلات خارجية
- هيروياسو كاواكاتسو على موقع رابطة كرة القدم اليابانية للمحترفين (اليابانية)
- هيروياسو كاواكاتسو على موقع عالم كرة القدم.نت (الإنجليزية)